# Sterculia chicha
Sterculia chicha é uma árvore da subfamília Sterculioideae (Malvaceae), também conhecida como chichá, boia-unha-d'anta, pau-de-cortiça, pau-de-boia, arachichá, araxixá, axixá e bóia.
O nome do fruto, de nome xixá (não confundir com o nome da árvore, que é chichá), termo indígena, que significa "fruto semelhante a mão ou punho fechado".

## Ocorrência
Sul da Bahia, Espírito Santo, Rio de Janeiro e São Paulo, na floresta pluvial atlântica. 

## Características
Altura de 10-20 m, com tronco provido de sapopemas basais, de 40-60 cm de diâmetro, revestido por casca pardo acinzentada e fina. Flores amarelas com interior avermelhado, monoclamídeas, dispostas em racemos axilares e subapicais. Fruto cápsula lenhosa grande, vermelha quando madura, deiscente, que ao se abrir forma estrutura semelhante a um trevo, expondo na parte interna, as sementes de cor negra e ainda fixas à placentação.